# Jos Harmelink
Jos Harmelink (28 augustus 1956) is een Nederlandse politicus van de PvdA. Hij was wethouder van de gemeente Tubbergen.

## Loopbaan
In de jaren 80 en 90 was Harmelink gedurende dertien jaar gemeenteraadslid in de gemeente Tubbergen. In mei 1999 verliet hij de gemeenteraad, en daarna was hij onder meer lid van de Provinciale Staten van Overijssel, waar hij vicevoorzitter van de fractie was, en zitting had in de commissie ruimte en groen.
Naast zijn politieke functies was hij werkzaam bij achtereenvolgens de gemeentelijke sociale dienst in Almelo en uitkeringsinstantie UWV in Hengelo.
Bij zijn afscheid als statenlid op 13 maart 2007 weigerde Harmelink samen met twee andere PvdA'ers een koninklijke onderscheiding
Vanaf april 2006 tot 2010 was Harmelink lid van het college van burgemeester en wethouders van de gemeente Tubbergen. Als wethouder had hij in zijn portefeuille Openbare ruimte, Afvalbeleid, Waterbeleid en riolering, Recreatie en toerisme, Verkeer en vervoer en Sociale zekerheid. Tot 2010 zat Harmelink in het College gezamenlijk met Henny oude Geerdink en Pieter van der Vinne van het CDA.

## Huidige functie
In kwam 2010 Harmelink gezamenlijk met Gerrit Ophof en Tom Vleerbos in het college van burgemeester en wethouders. Hij kreeg de portefeuille Ruimtelijke ontwikkeling, Volkshuisvesting, Waterbeleid en riolering, Openbare ruimte, Verkeer en vervoer, Afvalbeleid, Grondbedrijf, Sociale Zaken, Werkgelegenheid en sociale werkvoorziening.